# Liste der Bodendenkmale in Dötlingen
In der Liste der Bodendenkmale in Dötlingen sind die Bodendenkmale der niedersächsischen Gemeinde Dötlingen aufgeführt. Die Quelle ist der Denkmalatlas Niedersachsen.
- Diese Liste erhebt keinen Anspruch auf Vollständigkeit.
- Die Angaben ersetzen nicht die rechtsverbindliche Auskunft der zuständigen Denkmalschutzbehörde.
- Es sind nur Daten aus dem Denkmalatlas verarbeitet.
- Der Stand der Liste ist der 20. Juni 2025.

Dötlingen im Landkreis Oldenburg

## Allgemein
In den Spalten finden sich folgende Informationen des Bodendenkmales:
| Lage         | geographische Koordinaten                                                           |
| Bezeichnung  | Bezeichnung lt. Denkmalatlas                                                        |
| Beschreibung | Beschreibung lt. Denkmalatlas                                                       |
| ID           | Objekt-ID                                                                           |
| Bild         | Bild, ggf. zusätzlich mit Link zu weiteren Fotos im Medienarchiv Wikimedia Commons. |

## Dötlingen
| Lage                        | Bezeichnung                             | Beschreibung | ID       | Bild           |
| --------------------------- | --------------------------------------- | --- | -------- | -------------- |
| 52° 58′ 18″ N, 8° 20′ 52″ O | Dötlingen 10, Grabhügel                 | Größe ca. 14 × 10 m und Höhe ca. 1,2 m. Oval (Nord-Süd-gerichtet). | 28957108 | BW             |
| 52° 59′ 12″ N, 8° 22′ 57″ O | Dötlingen 23, Schalenstein (Hexenstein) | Erratischer Block von 4,6 m L., 3,3 m Br. und 1,2 m sichtbarer H. Obere Seite teilweise künstlich abgeplattet. Auf ihr drei Schälchen mit je 7 cm Dm. sowie mindestens 17 kleinere Schälchen mit ca. 3 cm Dm. Möglicherweise der letzte Hinweis auf zerstörtes Megalithgrab. | 28954181 | Weitere Bilder |
| 52° 57′ 54″ N, 8° 23′ 56″ O | Dötlingen 29, Grabhügel                 | Durchmesser ca. 23 m und Höhe ca. 1,2 m. Abgetragener Randbereich. | 28957110 | BW             |
| 52° 57′ 46″ N, 8° 22′ 0″ O  | Dötlingen 30, Grabhügel                 | Durchmesser ca. 15 m und Höhe ca. 0,7 m. Pflanzfurchen. | 28967585 | BW             |
| 52° 57′ 45″ N, 8° 22′ 0″ O  | Dötlingen 31, Grabhügel                 | Durchmesser ca. 24 m und Höhe ca. 0,8 m. Pflanzfurchen. | 28967589 | BW             |
| 52° 57′ 47″ N, 8° 22′ 4″ O  | Dötlingen 32, Grabhügel                 | Durchmesser ca. 17 m und Höhe ca. 1 m. Pflanzfurchen. | 28967593 | BW             |
| 52° 57′ 45″ N, 8° 22′ 4″ O  | Dötlingen 33, Grabhügel                 | Durchmesser ca. 22 m und Höhe ca. 0,9 m. Pflanzfurchen. | 28967591 | BW             |
| 52° 56′ 25″ N, 8° 23′ 2″ O  | Dötlingen 50, Grabhügel                 | Durchmesser ca. 14 m und Höhe ca. 1,2 m. Stark gestört. | 28957114 | BW             |
| 52° 57′ 56″ N, 8° 21′ 22″ O | Dötlingen 109, Grabhügel                | Durchmesser ca. 13 m und Höhe ca. 0,7 m. Kleine Eingrabungen. | 28957119 | BW             |
| 52° 57′ 29″ N, 8° 21′ 40″ O | Dötlingen 110, Großsteingrab            | (Sprockhoff Nr. 943) | 28954059 | Weitere Bilder |
| 52° 56′ 22″ N, 8° 22′ 46″ O | Dötlingen 111, Großsteingrab            | Trichterbecherzeitliches Großsteingrab. Kammer ungefähr ostwestlich ausgerichtet. Östliches Ende der Kammer durch Schießstand zerstört. In den Jahren 1956 und 1958 hat J. Pätzold das Grab ausgegraben. Sein Plan lässt erkennen, dass das Grab etwa 18,5 × 2,5 m maß und der Zugang in der Mitte der Südseite gewesen ist. Die Zwischenräume der Trägersteine sind durch Trockenmauerwerk teilweise verfüllt. Der Boden der Kammer ist gepflastert.(Sprockhoff Nr. 944) | 28954060 | Weitere Bilder |
| 52° 56′ 3″ N, 8° 23′ 31″ O  | Dötlingen 113, Grabhügel                | Durchmesser ca. 16 m und Höhe ca. 1,4 m. Fast rund mit Grabungsmulde im Zentrum. | 28967598 | BW             |
| 52° 56′ 4″ N, 8° 23′ 32″ O  | Dötlingen 114, Grabhügel                | Durchmesser ca. 21 m und Höhe ca. 1,3 m. Fast rund, am südlichen Rand Zufahrt angeschnitten. | 28967596 | BW             |
| 52° 56′ 3″ N, 8° 23′ 43″ O  | Dötlingen 115, Grabhügel                | Durchmesser ca. 8 m und Höhe ca. 0,8 m. | 28957120 | BW             |
| 52° 56′ 3″ N, 8° 23′ 43″ O  | Dötlingen 116, Grabhügel                | Größe ca. 14 × 10 m und Höhe ca. 0,8 m. (Ost-West gerichtet). | 28957213 | BW             |
| 52° 57′ 39″ N, 8° 25′ 11″ O | Dötlingen 122, Grabhügel                | Durchmesser ca. 12 m und Höhe ca. 0,5 m. Eingrabung in der Mitte. | 28953704 | BW             |
| 52° 57′ 37″ N, 8° 25′ 14″ O | Dötlingen 124, Grabhügel                | Durchmesser ca. 8 m und Höhe ca. 0,2 m. Im nordöstlichen Bereich durch Straßengraben angeschnitten. | 28953705 | BW             |
| 52° 57′ 22″ N, 8° 24′ 51″ O | Dötlingen 128, Grabhügel                | Größe ca. 18 × 11 m und Höhe ca. 0,6 m. Oval (Nordost-Südwest gerichtet). | 28967698 | BW             |
| 53° 0′ 31″ N, 8° 28′ 20″ O  | Dötlingen 248, Welsburg                 | | 28967713 |                |
| 52° 55′ 40″ N, 8° 24′ 32″ O | Dötlingen 256, Grabhügel                | Durchmesser ca. 15 m und Höhe ca. 1,3 m. Fast rund mit Einkuhlungen im Süden. | 28954047 | BW             |
| 52° 55′ 42″ N, 8° 24′ 42″ O | Dötlingen 263, Grabhügel                | Durchmesser ca. 24 m und Höhe ca. 1,9 m. Fast rund mit abgeflachter Kuppe und abgesetztem Rand. | 28954190 | BW             |
| 52° 55′ 5″ N, 8° 25′ 55″ O  | Dötlingen 292, Grabhügel                | Größe ca. 33 × 16 m und Höhe ca. 0,3 m. Oval. Im Osten von Straßengraben angeschnitten. | 28955632 | BW             |
| 52° 55′ 15″ N, 8° 26′ 27″ O | Dötlingen 293, Grabhügel                | Durchmesser ca. 14 m und Höhe ca. 1,2 m. | 28955631 | BW             |
| 52° 55′ 16″ N, 8° 26′ 29″ O | Dötlingen 294, Grabhügel                | Durchmesser ca. 8 m und Höhe ca. 0,3 m. Sehr flach. | 28967721 | BW             |
| 52° 55′ 16″ N, 8° 26′ 29″ O | Dötlingen 295, Grabhügel                | Durchmesser ca. 22 m und Höhe ca. 1,4 m. Tierhöhlen und Grabungslöcher. | 28967826 | BW             |
| 52° 55′ 15″ N, 8° 26′ 30″ O | Dötlingen 296, Grabhügel                | Durchmesser ca. 14 m und Höhe ca. 1,4 m. Guter Erhaltungszustand. | 28967827 | BW             |
| 52° 55′ 0″ N, 8° 26′ 16″ O  | Dötlingen 297, Grabhügel                | Durchmesser ca. 15 m und Höhe ca. 1,4 m. Flache Mulde im Zentrum. | 28955633 | BW             |
| 52° 55′ 7″ N, 8° 25′ 58″ O  | Dötlingen 301, Grabhügel                | Größe ca. 16 × 8 m und Höhe ca. 0,5 m. Oval. Im Westen durch Straßengraben zerstört. | 28955634 | BW             |
| 52° 55′ 8″ N, 8° 25′ 54″ O  | Dötlingen 302, Grabhügel                | Größe ca. 18 × 12 m und Höhe ca. 1 m. Oval (Nord-Süd gerichtet), im Westen angeschnitten, im Osten alte Eingrabung. | 28955635 | BW             |
| 52° 56′ 59″ N, 8° 28′ 22″ O | Dötlingen 308, Grabhügel                | Durchmesser ca. 12 m und Höhe ca. 0,8 m. Im Südosten durch Grabung abgetragen. | 28967829 | BW             |
| 52° 57′ 3″ N, 8° 28′ 23″ O  | Dötlingen 310, Grabhügel                | Durchmesser ca. 9 m und Höhe ca. 0,4 m. | 28967832 | BW             |
| 52° 57′ 2″ N, 8° 28′ 23″ O  | Dötlingen 311, Grabhügel                | Durchmesser ca. 13 m und Höhe ca. 0,8 m. | 28967833 | BW             |
| 52° 57′ 3″ N, 8° 28′ 25″ O  | Dötlingen 313, Grabhügel                | Durchmesser ca. 9 m und Höhe ca. 0,8 m. Hochgewölbt. | 28967834 | BW             |
| 52° 57′ 3″ N, 8° 28′ 25″ O  | Dötlingen 314, Grabhügel                | Durchmesser ca. 8 m und Höhe ca. 0,4 m. | 28967835 | BW             |
| 52° 57′ 2″ N, 8° 28′ 25″ O  | Dötlingen 315, Grabhügel                | Durchmesser ca. 10 m und Höhe ca. 0,6 m. | 28967836 | BW             |
| 52° 57′ 2″ N, 8° 28′ 25″ O  | Dötlingen 316, Grabhügel                | Durchmesser ca. 9 m und Höhe ca. 0,5 m. Südl. Hügelfluß flach auslaufend. | 28967830 | BW             |
| 52° 56′ 27″ N, 8° 27′ 46″ O | Dötlingen 318, Grabhügel                | Durchmesser ca. 16 m und Höhe ca. 1,2 m. | 28967838 | BW             |
| 52° 56′ 26″ N, 8° 27′ 46″ O | Dötlingen 319, Grabhügel                | Durchmesser ca. 13 m und Höhe ca. 0,6 m. Flach gewölbt. | 28967839 | BW             |
| 52° 56′ 24″ N, 8° 27′ 47″ O | Dötlingen 320, Grabhügel                | Durchmesser ca. 18 m und Höhe ca. 1,3 m. | 28967841 | BW             |
| 52° 56′ 23″ N, 8° 27′ 45″ O | Dötlingen 322, Grabhügel                | Durchmesser ca. 26 m und Höhe ca. 2 m. Starke Störungen, Randbereiche in N und O abgesetzt. | 28967842 | BW             |
| 52° 56′ 22″ N, 8° 27′ 45″ O | Dötlingen 323, Grabhügel                | Durchmesser ca. 10 m und Höhe ca. 0,75 m. | 28967844 | BW             |
| 52° 56′ 22″ N, 8° 27′ 44″ O | Dötlingen 324, Grabhügel                | Durchmesser ca. 12 m und Höhe ca. 1 m. Starke Störungen, im Nordwesten abgetragen. | 28967828 | BW             |
| 52° 56′ 20″ N, 8° 27′ 44″ O | Dötlingen 325, Grabhügel                | Durchmesser ca. 13 m und Höhe ca. 1,1 m. Durch Mulden und Tierbaue gestört. | 28967847 | BW             |
| 53° 0′ 4″ N, 8° 22′ 44″ O   | Dötlingen 332, Grabhügel                | Durchmesser ca. 20 m und Höhe ca. 1,2 m. Mulde im Zentrum und abgesetzter Hügelfuß. | 28955636 | BW             |

### Dötlingen 15
- ID: 28953951
- Zehn obertägig erhaltene Grabhügel.

| Lage                        | Bezeichnung  | Beschreibung                                                       | ID       | Bild |
| --------------------------- | ------------ | ------------------------------------------------------------------ | -------- | ---- |
| 52° 58′ 42″ N, 8° 22′ 38″ O | Dötlingen 15 | Durchmesser ca. 12 m und Höhe ca. 0,5 m.                           | 28967474 | BW   |
| 52° 58′ 41″ N, 8° 22′ 38″ O | Dötlingen 16 | Durchmesser ca. 9 m und Höhe ca. 0,5 m.                            | 28967475 | BW   |
| 52° 58′ 40″ N, 8° 22′ 37″ O | Dötlingen 17 | Durchmesser ca. 10 m und Höhe ca. 0,8 m.                           | 28967476 | BW   |
| 52° 58′ 40″ N, 8° 22′ 38″ O | Dötlingen 18 | Durchmesser ca. 15 m und Höhe ca. 1,1 m. Grabungsschnitt.          | 28967571 | BW   |
| 52° 58′ 39″ N, 8° 22′ 38″ O | Dötlingen 19 | Durchmesser ca. 9 m und Höhe ca. 0,7 m.                            | 28967470 | BW   |
| 52° 58′ 39″ N, 8° 22′ 38″ O | Dötlingen 20 | Durchmesser ca. 14 m und Höhe ca. 1,1 m. Grabungsmulde im Zentrum. | 28967573 | BW   |
| 52° 58′ 38″ N, 8° 22′ 36″ O | Dötlingen 21 | Durchmesser ca. 8 m und Höhe ca. 0,5 m.                            | 28967468 | BW   |
| 52° 58′ 39″ N, 8° 22′ 37″ O | Dötlingen 22 | Durchmesser ca. 16 m und Höhe ca. 1,4 m. Abgeflachte Kuppe.        | 28967574 | BW   |
| 52° 58′ 38″ N, 8° 22′ 38″ O | Dötlingen 25 | Durchmesser ca. 6 m und Höhe ca. 0,4 m.                            | 28967572 | BW   |
| 52° 58′ 39″ N, 8° 22′ 35″ O | Dötlingen 26 | Durchmesser ca. 9 m und Höhe ca. 0,4 m.                            | 28967575 | BW   |

### Dötlingen 61
- ID: 28942760
- Das Grabhügelfeld ist bereits seit dem Beginn des 19. Jahrhunderts bekannt und auf der Le Coq'schen Karte (Sec. VI) von 1803 kartiert. 1904 soll das Grabhügelfeld noch 250 Hügel umfaßt haben. Anläßlich einer Kartierung von 1977 wurden 173 Objekte lokalisiert. 1996 wurde der zentrale Teil des Grabhügelfeldes vermessen und kartiert. Durchmesser der erhaltenen 173 Grabhügel schwankt zwischen 5 und 18 m; die Höhe zwischen 0,3 und 1,6 m. Erhaltungszustand sehr unterschiedlich.

| Lage                        | Bezeichnung   | Beschreibung | ID       | Bild |
| --------------------------- | ------------- | --- | -------- | ---- |
| 52° 59′ 42″ N, 8° 26′ 22″ O | Dötlingen 61  | Durchmesser ca. 14 m und Höhe ca. 0,6 m. Unförmig.                                                                   | 28942764 | BW   |
| 52° 59′ 42″ N, 8° 26′ 23″ O | Dötlingen 62  | Größe ca. 16 × 11 m und Höhe ca. 0,8 m. Oval (Nord-Süd gerichtet).                                                   | 28942765 | BW   |
| 52° 59′ 43″ N, 8° 26′ 23″ O | Dötlingen 63  | Durchmesser ca. 11 m und Höhe ca. 0,6 m.                                                                             | 28942766 | BW   |
| 52° 59′ 44″ N, 8° 26′ 24″ O | Dötlingen 64  | Durchmesser ca. 17 m und Höhe ca. 1,1 m. Mit Rodungswall am südlichen Ende.                                          | 28942767 | BW   |
| 52° 59′ 43″ N, 8° 26′ 23″ O | Dötlingen 65  | Durchmesser ca. 19 m und Höhe ca. 1,3 m. Hochgewölbt.                                                                | 28942768 | BW   |
| 52° 59′ 46″ N, 8° 26′ 46″ O | Dötlingen 131 | Durchmesser ca. 9 m und Höhe ca. 0,4 m.                                                                              | 28957217 | BW   |
| 52° 59′ 46″ N, 8° 26′ 45″ O | Dötlingen 132 | Durchmesser ca. 10 m und Höhe ca. 0,4 m. Rest.                                                                       | 28942770 | BW   |
| 52° 59′ 47″ N, 8° 26′ 45″ O | Dötlingen 133 | Durchmesser ca. 14 m und Höhe ca. 0,3 m. Gestört, mit zentraler Eingrabung.                                          | 28942771 | BW   |
| 52° 59′ 47″ N, 8° 26′ 44″ O | Dötlingen 135 | Durchmesser ca. 14 m und Höhe ca. 0,3 m.                                                                             | 28942772 | BW   |
| 52° 59′ 47″ N, 8° 26′ 43″ O | Dötlingen 136 | Durchmesser ca. 16 m und Höhe ca. 0,7 m.                                                                             | 28942773 | BW   |
| 52° 59′ 45″ N, 8° 26′ 48″ O | Dötlingen 137 | Durchmesser ca. 20 m und Höhe ca. 0,7 m. Gestörter Gesamteindruck und zentrale Eingrabung.                           | 28942774 | BW   |
| 52° 59′ 48″ N, 8° 26′ 44″ O | Dötlingen 138 | Durchmesser ca. 13 m und Höhe ca. 0,5 m.                                                                             | 28942775 | BW   |
| 52° 59′ 48″ N, 8° 26′ 44″ O | Dötlingen 139 | Durchmesser ca. 23 m und Höhe ca. 1,2 m. Östlicher Randbereich durch Straße angeschnitten.                           | 28942776 | BW   |
| 52° 59′ 49″ N, 8° 26′ 44″ O | Dötlingen 140 | Durchmesser ca. 18 m und Höhe ca. 1,1 m. Rund mit abgesetztem Rand im Norden und Osten.                              | 28942276 | BW   |
| 52° 59′ 48″ N, 8° 26′ 43″ O | Dötlingen 141 | Durchmesser ca. 11 m und Höhe ca. 0,4 m. Annähernd rund.                                                             | 28942277 | BW   |
| 52° 59′ 48″ N, 8° 26′ 42″ O | Dötlingen 142 | Durchmesser ca. 15 m und Höhe ca. 0,9 m. Annähernd rund mit abgeflachter Kuppe.                                      | 28942278 | BW   |
| 52° 59′ 49″ N, 8° 26′ 42″ O | Dötlingen 143 | Durchmesser ca. 12 m und Höhe ca. 0,6 m. Rund.                                                                       | 28942279 | BW   |
| 52° 59′ 49″ N, 8° 26′ 42″ O | Dötlingen 144 | Durchmesser ca. 15 m und Höhe ca. 0,8 m.                                                                             | 28942280 | BW   |
| 52° 59′ 50″ N, 8° 26′ 35″ O | Dötlingen 145 | Durchmesser ca. 11 m und Höhe ca. 0,6 m. Annähernd rund, gestört.                                                    | 28942281 | BW   |
| 52° 59′ 50″ N, 8° 26′ 36″ O | Dötlingen 146 | Durchmesser ca. 12 m und Höhe ca. 0,8 m. Rund.                                                                       | 28942282 | BW   |
| 52° 59′ 48″ N, 8° 26′ 36″ O | Dötlingen 147 | Durchmesser ca. 12 m und Höhe ca. 0,5 m. Unförmiger Rest.                                                            | 28942283 | BW   |
| 52° 59′ 48″ N, 8° 26′ 38″ O | Dötlingen 148 | Durchmesser ca. 15 m und Höhe ca. 1 m. Annähernd rund mit größerer Abgrabung.                                        | 28942284 | BW   |
| 52° 59′ 47″ N, 8° 26′ 39″ O | Dötlingen 149 | Durchmesser ca. 15 m und Höhe ca. 0,7 m. Annähernd rund mit Einkuhlungen.                                            | 28942285 | BW   |
| 52° 59′ 47″ N, 8° 26′ 38″ O | Dötlingen 150 | Durchmesser ca. 6 m und Höhe ca. 0,3 m. Annähernd rund mit abgesetztem Rand.                                         | 28942286 | BW   |
| 52° 59′ 47″ N, 8° 26′ 37″ O | Dötlingen 151 | Durchmesser ca. 13 m und Höhe ca. 0,9 m. Rund.                                                                       | 28942287 | BW   |
| 52° 59′ 47″ N, 8° 26′ 38″ O | Dötlingen 152 | Durchmesser ca. 6 m und Höhe ca. 0,4 m. Annähernd rund.                                                              | 28942288 | BW   |
| 52° 59′ 47″ N, 8° 26′ 38″ O | Dötlingen 153 | Durchmesser ca. 12 m und Höhe ca. 0,7 m. Annähernd rund mit kleiner Einkuhlung.                                      | 28942289 | BW   |
| 52° 59′ 46″ N, 8° 26′ 38″ O | Dötlingen 154 | Durchmesser ca. 8 m und Höhe ca. 0,5 m. Rund mit einer Einkuhlung.                                                   | 28942290 | BW   |
| 52° 59′ 46″ N, 8° 26′ 38″ O | Dötlingen 155 | Durchmesser ca. 16 m und Höhe ca. 1,1 m. Rund, gleichmäßig gewölbt mit abgesetztem Rand.                             | 28942291 | BW   |
| 52° 59′ 46″ N, 8° 26′ 39″ O | Dötlingen 156 | Durchmesser ca. 9 m und Höhe ca. 0,3 m. Annähernd rund.                                                              | 28942292 | BW   |
| 52° 59′ 45″ N, 8° 26′ 38″ O | Dötlingen 157 | Durchmesser ca. 13 m und Höhe ca. 0,5 m. Ehemals rund, teilweise von Feldrain und Acker abgetragen.                  | 28942293 | BW   |
| 52° 59′ 45″ N, 8° 26′ 37″ O | Dötlingen 158 | Durchmesser ca. 15 m und Höhe ca. 1 m. Rund mit abgesetzten Rand.                                                    | 28942294 | BW   |
| 52° 59′ 45″ N, 8° 26′ 36″ O | Dötlingen 159 | Durchmesser ca. 7 m und Höhe ca. 0,2 m. Rund.                                                                        | 28942295 | BW   |
| 52° 59′ 44″ N, 8° 26′ 36″ O | Dötlingen 160 | Durchmesser ca. 16 m und Höhe ca. 1,2 m. Rund mit abgesetztem Rand, Einkuhlungen.                                    | 28942390 | BW   |
| 52° 59′ 45″ N, 8° 26′ 35″ O | Dötlingen 161 | Durchmesser ca. 18 m und Höhe ca. 1,1 m. Rund mit abgesetztem Rand.                                                  | 28942391 | BW   |
| 52° 59′ 45″ N, 8° 26′ 33″ O | Dötlingen 162 | Durchmesser ca. 15 m und Höhe ca. 0,3 m. Annähernd rund mit Einkuhlungen.                                            | 28942392 | BW   |
| 52° 59′ 46″ N, 8° 26′ 36″ O | Dötlingen 163 | Durchmesser ca. 8 m und Höhe ca. 0,5 m. Ehemals rund.                                                                | 28942393 | BW   |
| 52° 59′ 47″ N, 8° 26′ 35″ O | Dötlingen 164 | Durchmesser ca. 9 m und Höhe ca. 0,7 m. Rund mit Einkuhlungen.                                                       | 28942394 | BW   |
| 52° 59′ 47″ N, 8° 26′ 35″ O | Dötlingen 165 | Durchmesser ca. 15 m und Höhe ca. 1 m. Annähernd rund mit Einkuhlungen.                                              | 28942395 | BW   |
| 52° 59′ 49″ N, 8° 26′ 34″ O | Dötlingen 166 | Durchmesser ca. 11 m und Höhe ca. 0,5 m. Annähernd rund mit Pflanzfurchen.                                           | 28942396 | BW   |
| 52° 59′ 49″ N, 8° 26′ 33″ O | Dötlingen 167 | Durchmesser ca. 12 m und Höhe ca. 1 m. Annähernd rund mit Einkuhlungen im nordwestlichen Bereich.                    | 28942397 | BW   |
| 52° 59′ 48″ N, 8° 26′ 32″ O | Dötlingen 168 | Durchmesser ca. 15 m und Höhe ca. 1,2 m. Annähernd rund mit abgesetztem Rand, im südlichen Bereich etwas abgetragen. | 28942398 | BW   |
| 52° 59′ 48″ N, 8° 26′ 31″ O | Dötlingen 169 | Durchmesser ca. 8 m und Höhe ca. 0,4 m. Annähernd rund mit unregelmäßiger Oberfläche.                                | 28942399 | BW   |
| 52° 59′ 48″ N, 8° 26′ 30″ O | Dötlingen 170 | Größe ca. 15 × 11 m und Höhe ca. 0,5 m. Oval (Nordwest-Südost orientiert).                                           | 28942400 | BW   |
| 52° 59′ 48″ N, 8° 26′ 30″ O | Dötlingen 171 | Durchmesser ca. 10 m und Höhe ca. 0,5 m. Ehemals rund, im südwestlichen Bereich abgetragen.                          | 28942401 | BW   |
| 52° 59′ 47″ N, 8° 26′ 29″ O | Dötlingen 172 | Durchmesser ca. 21 m und Höhe ca. 1,3 m. Annähernd rund mit Einkuhlungen.                                            | 28942402 | BW   |
| 52° 59′ 47″ N, 8° 26′ 27″ O | Dötlingen 173 | Durchmesser ca. 13 m und Höhe ca. 0,5 m. Ehemals rund mit Einkuhlungen in den Randbereichen.                         | 28942403 | BW   |
| 52° 59′ 47″ N, 8° 26′ 28″ O | Dötlingen 174 | Durchmesser ca. 17 m und Höhe ca. 1 m.                                                                               | 28942404 | BW   |
| 52° 59′ 46″ N, 8° 26′ 30″ O | Dötlingen 175 | Durchmesser ca. 9 m und Höhe ca. 0,5 m.                                                                              | 28942405 | BW   |
| 52° 59′ 46″ N, 8° 26′ 29″ O | Dötlingen 176 | Durchmesser ca. 13 m und Höhe ca. 0,8 m. Annähernd rund mit Einkuhlungen.                                            | 28942406 | BW   |
| 52° 59′ 46″ N, 8° 26′ 26″ O | Dötlingen 177 | Durchmesser ca. 10 m und Höhe ca. 0,4 m. Annähernd rund.                                                             | 28942407 | BW   |
| 52° 59′ 46″ N, 8° 26′ 26″ O | Dötlingen 178 | Durchmesser ca. 12 m und Höhe ca. 0,4 m. Annähernd rund mit abgeflachter Kuppe.                                      | 28942408 | BW   |
| 52° 59′ 46″ N, 8° 26′ 26″ O | Dötlingen 179 | Durchmesser ca. 14 m und Höhe ca. 1 m. Rund mit Abtragungen im südwestlichen Bereich.                                | 28942409 | BW   |
| 52° 59′ 46″ N, 8° 26′ 25″ O | Dötlingen 180 | Durchmesser ca. 14 m und Höhe ca. 1 m. Rund mit abgeflachter Kuppe nach Westen.                                      | 28942410 | BW   |
| 52° 59′ 45″ N, 8° 26′ 24″ O | Dötlingen 181 | Durchmesser ca. 19 m und Höhe ca. 1,6 m. Annähernd rund mit abgesetztem Rand und Einkuhlungen.                       | 28942411 | BW   |
| 52° 59′ 46″ N, 8° 26′ 16″ O | Dötlingen 182 | Durchmesser ca. 7 m und Höhe ca. 0,4 m.                                                                              | 28942412 | BW   |
| 52° 59′ 47″ N, 8° 26′ 16″ O | Dötlingen 183 | Durchmesser ca. 8 m und Höhe ca. 0,4 m. Annähernd rund mit Pflanzfurchen von NO-SW.                                  | 28942413 | BW   |
| 52° 59′ 47″ N, 8° 26′ 15″ O | Dötlingen 184 | Durchmesser ca. 5 m und Höhe ca. 0,3 m.                                                                              | 28942414 | BW   |
| 52° 59′ 47″ N, 8° 26′ 16″ O | Dötlingen 185 | Durchmesser ca. 9 m und Höhe ca. 0,5 m.                                                                              | 28942415 | BW   |
| 52° 59′ 47″ N, 8° 26′ 15″ O | Dötlingen 186 | Durchmesser ca. 11 m und Höhe ca. 0,4 m. Annähernd rund mit schlecht abgesetztem Rand.                               | 28942416 | BW   |
| 52° 59′ 47″ N, 8° 26′ 14″ O | Dötlingen 187 | Durchmesser ca. 8 m und Höhe ca. 0,4 m. Annähernd rund mit Pflanzfurchen von NO-SW.                                  | 28942417 | BW   |
| 52° 59′ 50″ N, 8° 26′ 19″ O | Dötlingen 188 | Durchmesser ca. 19 m und Höhe ca. 1,3 m. Abgetragene nordwestliche Hälfte.                                           | 28942418 | BW   |
| 52° 59′ 51″ N, 8° 26′ 20″ O | Dötlingen 189 | Durchmesser ca. 14 m und Höhe ca. 0,3 m. Stark gestört.                                                              | 28942419 | BW   |
| 52° 59′ 52″ N, 8° 26′ 21″ O | Dötlingen 190 | Durchmesser ca. 11 m und Höhe ca. 0,7 m. Stark gestört, am nordwestlichen Rand von Waldpfad angeschnitten.           | 28942511 | BW   |
| 52° 59′ 52″ N, 8° 26′ 23″ O | Dötlingen 191 | Durchmesser ca. 12 m und Höhe ca. 0,4 m. Stark gestört mit Waldpfad von NO-SW.                                       | 28942512 | BW   |
| 52° 59′ 54″ N, 8° 26′ 25″ O | Dötlingen 197 | Durchmesser ca. 8 m und Höhe ca. 0,5 m. Pfad am südlichen Rand.                                                      | 28942513 | BW   |
| 52° 59′ 57″ N, 8° 26′ 19″ O | Dötlingen 200 | Durchmesser ca. 17 m und Höhe ca. 1,1 m. Zentrale Eingrabung.                                                        | 28942514 | BW   |
| 52° 59′ 48″ N, 8° 26′ 15″ O | Dötlingen 202 | Durchmesser ca. 12 m und Höhe ca. 0,4 m. Annähernd rund mit Pflanzfurchen von NO-SW.                                 | 28942515 | BW   |
| 52° 59′ 48″ N, 8° 26′ 17″ O | Dötlingen 203 | Durchmesser ca. 15 m und Höhe ca. 0,9 m. Unregelmäßig mit Fahrspur.                                                  | 28942516 | BW   |
| 52° 59′ 48″ N, 8° 26′ 17″ O | Dötlingen 204 | Durchmesser ca. 7 m und Höhe ca. 0,3 m. Unregelmäßig.                                                                | 28942517 | BW   |
| 52° 59′ 49″ N, 8° 26′ 17″ O | Dötlingen 205 | Durchmesser ca. 11 m und Höhe ca. 0,4 m. Annähernd rund mit Pflanzfurchen von NO-SW.                                 | 28942518 | BW   |
| 52° 59′ 49″ N, 8° 26′ 19″ O | Dötlingen 206 | Durchmesser ca. 5 m und Höhe ca. 0,5 m.                                                                              | 28942519 | BW   |
| 52° 59′ 49″ N, 8° 26′ 18″ O | Dötlingen 207 | Größe ca. 12 × 9 m und Höhe ca. 1,2 m.                                                                               | 28942520 | BW   |
| 52° 59′ 50″ N, 8° 26′ 19″ O | Dötlingen 208 | Durchmesser ca. 13 m und Höhe ca. 0,5 m. Annähernd rund mit Pflanzfurchen von NO-SW.                                 | 28942521 | BW   |
| 52° 59′ 50″ N, 8° 26′ 21″ O | Dötlingen 209 | Durchmesser ca. 10 m und Höhe ca. 0,3 m. Annähernd rund mit Pflanzfurchen von NO-SW.                                 | 28942522 | BW   |
| 52° 59′ 51″ N, 8° 26′ 21″ O | Dötlingen 210 | Durchmesser ca. 18 m und Höhe ca. 1,2 m. Rund mit Einkuhlungen.                                                      | 28942523 | BW   |
| 52° 59′ 50″ N, 8° 26′ 22″ O | Dötlingen 211 | Durchmesser ca. 8 m und Höhe ca. 0,6 m. Rund.                                                                        | 28942524 | BW   |
| 52° 59′ 50″ N, 8° 26′ 23″ O | Dötlingen 212 | Durchmesser ca. 18 m und Höhe ca. 1,8 m. Rund mit abgesetztem Rand, Einkuhlungen.                                    | 28942525 | BW   |
| 52° 59′ 51″ N, 8° 26′ 23″ O | Dötlingen 213 | Durchmesser ca. 10 m und Höhe ca. 1 m. Annähernd rund.                                                               | 28942528 | BW   |
| 52° 59′ 51″ N, 8° 26′ 22″ O | Dötlingen 214 | Durchmesser ca. 8 m und Höhe ca. 0,5 m. Annähernd rund.                                                              | 28942529 | BW   |
| 52° 59′ 51″ N, 8° 26′ 24″ O | Dötlingen 215 | Durchmesser ca. 14 m und Höhe ca. 1 m. Rund.                                                                         | 28942530 | BW   |
| 52° 59′ 51″ N, 8° 26′ 26″ O | Dötlingen 216 | Durchmesser ca. 10 m und Höhe ca. 0,5 m. Annähernd rund.                                                             | 28942531 | BW   |
| 52° 59′ 52″ N, 8° 26′ 23″ O | Dötlingen 217 | Durchmesser ca. 8 m und Höhe ca. 0,5 m.                                                                              | 28942532 | BW   |
| 52° 59′ 52″ N, 8° 26′ 23″ O | Dötlingen 218 | Durchmesser ca. 8 m und Höhe ca. 0,5 m. Annähernd rund.                                                              | 28942533 | BW   |
| 52° 59′ 53″ N, 8° 26′ 24″ O | Dötlingen 219 | Durchmesser ca. 15 m und Höhe ca. 1,2 m. Annähernd rund, im südlichen Bereich abgegraben.                            | 28942534 | BW   |
| 52° 59′ 53″ N, 8° 26′ 25″ O | Dötlingen 220 | Durchmesser ca. 8 m und Höhe ca. 0,5 m. Annähernd rund.                                                              | 28942535 | BW   |
| 52° 59′ 53″ N, 8° 26′ 27″ O | Dötlingen 221 | Durchmesser ca. 11 m und Höhe ca. 1 m. Rund.                                                                         | 28942536 | BW   |
| 52° 59′ 53″ N, 8° 26′ 27″ O | Dötlingen 222 | Durchmesser ca. 8 m und Höhe ca. 0,5 m. Annähernd rund.                                                              | 28942537 | BW   |
| 52° 59′ 54″ N, 8° 26′ 28″ O | Dötlingen 223 | Durchmesser ca. 7 m und Höhe ca. 0,4 m.                                                                              | 28942538 | BW   |
| 52° 59′ 55″ N, 8° 26′ 28″ O | Dötlingen 224 | Durchmesser ca. 10 m und Höhe ca. 0,6 m. Annähernd rund.                                                             | 28942539 | BW   |
| 52° 59′ 56″ N, 8° 26′ 30″ O | Dötlingen 225 | Durchmesser ca. 14 m und Höhe ca. 1,3 m. Annähernd rund.                                                             | 28942649 | BW   |
| 52° 59′ 57″ N, 8° 26′ 33″ O | Dötlingen 226 | Durchmesser ca. 15 m und Höhe ca. 0,6 m. Rund mit abgeflachter Kuppe.                                                | 28942650 | BW   |
| 52° 59′ 56″ N, 8° 26′ 34″ O | Dötlingen 227 | Durchmesser ca. 16 m und Höhe ca. 1,2 m. Rund mit zentraler Eingrabung.                                              | 28942651 | BW   |
| 52° 59′ 55″ N, 8° 26′ 32″ O | Dötlingen 228 | Durchmesser ca. 10 m und Höhe ca. 0,5 m. Annähernd rund. Im westlichen Bereich abgetragen.                           | 28942652 | BW   |
| 52° 59′ 54″ N, 8° 26′ 35″ O | Dötlingen 229 | Durchmesser ca. 15 m und Höhe ca. 1,2 m. Ehemals annähernd rund. Westliche Hügelhälfte abgetragen.                   | 28942653 | BW   |
| 52° 59′ 53″ N, 8° 26′ 33″ O | Dötlingen 230 | Durchmesser ca. 17 m und Höhe ca. 0,6 m. Annähernd rund mit abgeflachter Kuppe.                                      | 28942654 | BW   |
| 52° 59′ 51″ N, 8° 26′ 32″ O | Dötlingen 231 | Durchmesser ca. 12 m und Höhe ca. 0,9 m. Rund mit abgesetztem Rand und zentraler Eingrabung.                         | 28942655 | BW   |
| 52° 59′ 51″ N, 8° 26′ 31″ O | Dötlingen 232 | Größe ca. 10 × 6 m und Höhe ca. 0,7 m. Oval (Nordwest-Südost ausgerichtet).                                          | 28942656 | BW   |
| 52° 59′ 50″ N, 8° 26′ 33″ O | Dötlingen 233 | Durchmesser ca. 11 m und Höhe ca. 0,9 m. Rund mit Einkuhlungen.                                                      | 28942657 | BW   |
| 52° 59′ 50″ N, 8° 26′ 43″ O | Dötlingen 234 | Durchmesser ca. 7 m und Höhe ca. 0,3 m. Rund.                                                                        | 28942658 | BW   |
| 52° 59′ 44″ N, 8° 26′ 22″ O | Dötlingen 237 | Durchmesser ca. 15 m und Höhe ca. 1,3 m. Zentrale Eingrabung, im nordwestlichen Bereich abgetragen.                  | 28942759 | BW   |
| 52° 59′ 42″ N, 8° 26′ 25″ O | Dötlingen 238 | Durchmesser ca. 12 m und Höhe ca. 1,1 m.                                                                             | 28942758 | BW   |
| 52° 59′ 43″ N, 8° 26′ 21″ O | Dötlingen 239 | Durchmesser ca. 9 m und Höhe ca. 0,7 m.                                                                              | 28942661 | BW   |
| 52° 59′ 42″ N, 8° 26′ 21″ O | Dötlingen 240 | Durchmesser ca. 18 m und Höhe ca. 1,3 m. Zentrale Grabungsmulde und kleine Störung im westlichen Bereich.            | 28942752 | BW   |
| 52° 59′ 42″ N, 8° 26′ 22″ O | Dötlingen 241 | Durchmesser ca. 8 m und Höhe ca. 0,5 m.                                                                              | 28942753 | BW   |
| 52° 59′ 42″ N, 8° 26′ 23″ O | Dötlingen 242 | Durchmesser ca. 8 m und Höhe ca. 0,8 m. Im Süden von Acker angeschnitten.                                            | 28942754 | BW   |
| 52° 59′ 44″ N, 8° 26′ 21″ O | Dötlingen 243 | Durchmesser ca. 18 m und Höhe ca. 1,2 m.                                                                             | 28942755 | BW   |
| 52° 59′ 43″ N, 8° 26′ 21″ O | Dötlingen 244 | Durchmesser ca. 10 m und Höhe ca. 0,9 m.                                                                             | 28942756 | BW   |
| 52° 59′ 43″ N, 8° 26′ 25″ O | Dötlingen 245 | Durchmesser ca. 16 m und Höhe ca. 1,3 m. Im Osten tw. durch Weg abgetragen.                                          | 28942757 |      |